# Silvia Stibilj
(Silvia Stibilj)
Silvia Stibilj (Trieste, 4 settembre 1993) è un'ex pattinatrice artistica a rotelle italiana, campionessa mondiale assoluta in carica nella disciplina della solo dance.
Fa parte dell'associazione sportiva dilettantistica Pat (Pattinaggio Artistico Triestino) di Trieste presieduta da Giovanni D'Agostino.

## Biografia
Diplomata all'Istituto magistrale triestino "Giosuè Carducci", è iscritta al corso di Laurea in Scienze dell'Educazione dell'Università degli Studi di Trieste.
Dopo aver collezionato diversi titoli e podi italiani ed europei a livello giovanile, nell'ottobre del 2012 conquista il titolo di campionessa mondiale Junior di solo dance ad Auckland in Nuova Zelanda, migliorando il risultato di vicecampionessa ottenuto l'anno prima in Brasile. 
Nel 2013 passa alla categoria assoluta (Senior). Nel 2014 arriva l'argento mondiale a Reus, in Spagna. Nel settembre del 2015 la consacrazione con la conquista della medaglia d'oro a Cali (Colombia). Nel 2016 a Novara si conferma campionessa del mondo assoluta. Il tris iridato giunge l'anno dopo, nel settembre del 2017, a Nanchino, in Cina. A Mouilleron Le Captiv (Nantes-Francia) il 10 ottobre del 2018 si aggiudica il quarto titolo assoluto consecutivo. Il 9 luglio 2019 a Barcellona arriva, in rimonta, il quinto oro di fila.
Dal 2013 gareggia anche in Coppia Danza Senior con Andrea Bassi della P.F. Progresso Fontana di Bologna. Si classificano al terzo posto ai Campionati Italiani del 2013 e del 2014, ottenendo l'argento tricolore nel 2015. Nel 2013 si classificano al 3º posto sia ai Campionati Mondiali di Taipei che agli Europei di Porto Salvo (Portogallo). Arriva un bronzo mondiale anche nel 2014, seguito da un argento nel 2015 ai Campionati mondiali di Cali in Colombia. Nel 2016 Stibilj e Bassi arrivano secondi ai Campionati mondiali di Novara. Risultato che viene ripetuto anche nel 2017 a Nanchino (Cina) e nel 2018 a Mouilleron-le-Captive (2018). Nel 2019 a Barcellona (Catalogna) arriva la medaglia di bronzo.

## Vita privata
Nel 2017 ha iniziato una relazione con Alessandro Talotti, dal quale il 30 ottobre 2020 ha avuto un figlio, Elio. I due si sono sposati il 7 maggio 2021, 9 giorni prima della morte di Talotti a causa di un tumore all'intestino.

## Risultati
SOLO DANCE DIVISIONE NAZIONALE
2004
- Campionati italiani, categoria Allievi a Misano Adriatico: 2º posto

2005
- Campionati italiani, categoria Allievi a Pieris: 1º posto

SOLO DANCE DIVISIONE INTERNAZIONALE
2006
- Coppa Europa, categoria Cadetti a Parigi: 2º posto
- Campionati italiani, categoria Cadetti a Roncadelle: 3º posto

2007
- Coppa Europa, categoria Cadetti in Portogallo a Nazaré: 2º posto
- Campionati italiani, categoria Cadetti a Bologna: 1º posto

2008
- Coppa Europa, categoria Jeunesse a Trieste: 2º posto
- Campionati italiani, categoria Jeunesse a Trieste: 1º posto

2009
- Coppa Europa, categoria Jeunesse in Portogallo a Luso: 2º posto
- Campionati italiani, categoria Jeunesse a Cagliari: 1º posto

2010
- Coppa Europa, categoria Junior a Catania: 2º posto
- Campionati italiani, categoria Junior a Calenzano: 3º posto

2011
- Campionati mondiali, Junior in Brasile: 2º posto
- Campionati italiani, Junior a Roccaraso: 2º posto

2012
- Campionati mondiali, Junior a Auckland in Nuova Zelanda: 1º posto
- Campionati italiani, Junior a Roccaraso: 1º posto

2013
- Campionati mondiali, Senior, Free Dance, a Taipei: 3º posto
- Campionati europei, Senior, Coppia Danza, a Porto Salvo (Portogallo): 1º posto
- Campionati italiani, Senior, Coppia Danza, a Roccaraso: 3º posto
- Campionati italiani, Senior, Solo Dance, a Roccaraso: 3º posto

2014
- Campionati mondiali, Senior, Solo Dance, a Reus (Spagna): 2º posto
- Campionati mondiali, Senior, Coppia Danza, a Reus (Spagna): 3º posto
- Campionati italiani, Senior, Solo Dance, a Roccaraso: 2º posto
- Campionati italiani, Senior, Coppia Danza, a Roccaraso: 3º posto

2015
- Campionati mondiali, Senior, Solo Dance, a Cali (Colombia): 1º posto[3]
- Campionati mondiali, Senior, Coppia Danza, a Cali (Colombia): 2º posto[4]
- Campionati italiani, Senior, Solo Dance, a Roccaraso: 1º posto
- Campionati italiani, Senior, Coppia Danza, a Roccaraso: 2º posto

2016
- Campionati italiani, Senior, Solo Dance, a Roana: 1º posto
- Campionati italiani, Senior, Coppia Danza, a Roana: 1º posto
- Campionati mondiali, Senior, Solo Dance, a Novara: 1º posto
- Campionati mondiali, Senior, Coppia Danza, a Novara, 2º posto

2017
- Campionati italiani, Senior, Solo Dance, a Ponte di Legno: 1º posto
- Campionati italiani, Senior, Coppia Danza, a Ponte di Legno: 2º posto
- Campionati mondiali, Senior, Solo Dance, a Nanchino (Cina): 1º posto
- Campionati mondiali, Senior, Coppia Danza, a Nanchino (Cina), 2º posto

2018
- Campionati italiani, Senior, Solo Dance, a Folgaria: 1º posto
- Campionati italiani, Senior, Coppia Danza, a Folgaria: 2º posto
- Campionati mondiali, Senior, Solo Dance, a Mouilleron-le-Captive (Francia): 1º posto.
- Campionati mondiali, Senior, Coppia Danza, a Mouilleron-le-Captive (Francia), 2º posto.

2019
- Campionati italiani, Senior, Solo Dance, a Ponte di Legno: 2º posto
- Campionati italiani, Senior, Coppia Danza, a Ponte di Legno: 2º posto
- Campionati mondiali, Senior, Solo Dance, a Barcellona: 1º posto
- Campionati mondiali, Senior, Coppia Danza, a Barcellona: 3º posto